# Ahliesaurus brevis
Ahliesaurus brevis — вид авлопоподібних риб родини Notosudidae. Це морський, батипелагічний вид, що поширений у тропічних та субтропічних водах Індійського та Тихого океану на глибині до 3000 м. Тіло завдожки до 21 см.